# Impatiens pallidiflora
Impatiens pallidiflora är en balsaminväxtart som beskrevs av Joseph Dalton Hooker. Impatiens pallidiflora ingår i släktet balsaminer, och familjen balsaminväxter. Inga underarter finns listade i Catalogue of Life.